# 中華人民共和国農墾部
中華人民共和国農墾部（のうこんぶ）は、中華人民共和国国務院に属する行政部門。中国辺境部、特に北大荒と呼ばれた中国東北部の開墾、開発を担当した。1956年に設立された後、1982年に農業部及び水産総局と合併し、農牧漁業部として発展的に解消された。

## 歴任部長
- 王震
- 陳漫遠（代部長）